# Auchtertool
Auchtertool est un village situé dans le Fife, en Écosse. En 2020 la population de Auchtertool est estimée à 635 habitants.